# Världsmästerskapen i orientering 2022
Världsmästerskapen i orientering 2022 avgjordes mellan den 26 och 30 juni 2022 i Kolding, Fredericia och Vejle i Danmark. Det var den första upplagan av orienterings-VM där det enbart tävlades i sprint.

## Program
| Datum   | Gren            | Plats      |
| ------- | --------------- | ---------- |
| 26 juni | Sprintstafett   | Kolding    |
| 27 juni | Vilodag         | Vilodag    |
| 28 juni | Knockout-sprint | Fredericia |
| 29 juni | Vilodag         | Vilodag    |
| 30 juni | Sprint          | Vejle      |

## Medaljsummering

### Medaljtabell
| Nr                  | Nation              | Guld | Silver | Brons | Totalt |
| ------------------- | ------------------- | ---- | ------ | ----- | ------ |
| 1                   | Sverige             | 2    | 2      | 1     | 5      |
| 2                   | Storbritannien      | 1    | 2      | 1     | 4      |
| 3                   | Schweiz             | 1    | 1      | 0     | 2      |
| 4                   | Norge               | 1    | 0      | 1     | 2      |
| 5                   | Belgien             | 0    | 0      | 1     | 1      |
| 5                   | Nederländerna       | 0    | 0      | 1     | 1      |
| Totalt (6 nationer) | Totalt (6 nationer) | 5    | 5      | 5     | 15     |

### Damer
| Gren            | Guld                               | Guld  | Silver                             | Silver | Brons                        | Brons |
| Knockout-sprint | Tove Alexandersson Sverige         | 8.09  | Megan Carter Davies Storbritannien | 8.24   | Eef van Dongen Nederländerna | 8.25  |
| Sprint          | Megan Carter Davies Storbritannien | 14.22 | Simona Aebersold Schweiz           | 14.28  | Alice Leake Storbritannien   | 14.40 |

### Herrar
| Gren            | Guld                    | Guld  | Silver                 | Silver | Brons                      | Brons |
| Knockout-sprint | Matthias Kyburz Schweiz | 7.19  | August Mollén Sverige  | 7.20   | Jonatan Gustafsson Sverige | 7.24  |
| Sprint          | Kasper Fosser Norge     | 13.56 | Gustav Bergman Sverige | 14.12  | Yannick Michiels Belgien   | 14.20 |

### Mix
| Gren          | Guld                                                                   | Guld  | Silver                                                                    | Silver | Brons                                                            | Brons   |
| Sprintstafett | Sverige Lina Strand Max Peter Bejmer Gustav Bergman Tove Alexandersson | 58.39 | Storbritannien Charlotte Ward Ralph Street Kris Jones Megan Carter Davies | 59.41  | Norge Ane Dyrkorn Lukas Liland Kasper Fosser Andrine Benjaminsen | 1:00.20 |